# Вітрівка (Бучанський район)
Ві́трівка — село Макарівської селищної громади Бучанського району Київської області. Населення становить 254 особи. Відстань до центру громади — 19 км, до обласного центру — 50 км.

## Назва
За народними переказами, назва пішла від дерев'яних вітряків, які стояли за околицею села в місцевості, де часто віяли вітри.

## Історія
Згадується 1919 року під час «громадянської війни», але, як свідчать документи адміністративно-територіальної реформи 1923 року, тоді ця назва ще не була офіційно закріплена за хутором. Бачимо Вітрівку вже на картах РККА 1933 року.